# Стеарат никеля(II)
Стеарат никеля(II) — химическое соединение,
соль никеля и  стеариновой кислоты
с формулой Ni(C17H35COO)2,
зелёный порошок,
не растворяется в воде.

## Получение
- Обменная реакция стеарата натрия и хлорида никеля(II):

{\displaystyle {\mathsf {NiCl_{2}+2C_{17}H_{35}COONa\ {\xrightarrow {}}\ Ni(C_{17}H_{35}COO)_{2}\downarrow +2NaCl}}}

## Физические свойства
Стеарат никеля(II) образует зелёный порошок.
Не растворяется в воде, метаноле, этаноле и эфире,
растворяется в тетрахлорметане и пиридине,
слабо растворяется в ацетоне.
С пиримидином образует аддукт вида Ni(C17H35COO)2•2C5H5N

## Применение
- Пластификатор пластмасс.
- Катализатор полимеризации.